# روح کانترویل (فیلم ۱۹۸۶)
روح کانترویل (انگلیسی: The Canterville Ghost) فیلمی تلویزیونی در سبک فانتزی به کارگردانی پال بوگارت است که در سال ۱۹۸۶ منتشر شد. از بازیگران آن می‌توان به جان گیلگد، آلیسا میلانو و تد واس اشاره کرد.